# Taraxippos
Taraxippos (altgriechisch Ταράξιππος Taráxippos, von ταράσσειν tarássein, deutsch ‚durcheinanderbringen‘ und ἵππος híppos, deutsch ‚Pferd‘, also „Pferdeschreck“) ist der Name eines Dämons, der dem Volksglauben der griechischen Antike nach die Pferde auf der Rennbahn durchgehen ließ, insbesondere bei den Olympischen und den Isthmischen Spielen. Er verkörperte die Gefahr des Pferderennens.
Aufgrund eines Berichts des Pausanias wird die Gottheit mit einem Rundaltar an der östlichen Seite des Hippodroms in Verbindung gebracht, wobei die genaue Lokalisierung des von Pausanias beschriebenen Altars umstritten ist. Laut Pausanias sollen die Pferde beim Passieren dieser Stelle ohne erkennbaren Grund von plötzlicher Angst ergriffen worden sein, sodass häufig Wagenlenker verletzt wurden. Deshalb sollen die Wagenlenker am Altar des Taraxippos Opfer dargebracht haben, um ihn gnädig zu stimmen. Für den Ursprung des Phänomens bietet Pausanias mehrere Erklärungen an: Zum einen wird überliefert, dass ein gewisser Olenios, der ein ausgezeichneter Reiter war, an dieser Stelle begraben worden sein soll. Nach einer anderen Version handelt es sich um das Grab des Dameon, eines Sohnes des Phlios, der an Herakles’ Feldzug gegen die Eleier teilgenommen hatte, dabei von Kteatos, dem Sohn des Aktor, getötet und zusammen mit seinem Pferd dort bestattet wurde. Einer weiteren Überlieferung zufolge ließ Pelops an dieser Stelle ein Ehrenmal für den von ihm ermordeten Wagenlenker Myrtilos errichten, um dessen Geist zu besänftigen. Auch der Wagenlenker Alkathoos, Sohn des Porthaon, wird mit Taraxippos in Verbindung gebracht: Er soll, nachdem er dem König Oinomaos im Wagenrennen unterlegen war und von diesem getötet wurde, aus Missgunst die Pferde anderer Wagenlenker erschrecken. Pausanias gibt außerdem eine ägyptische Überlieferung wieder, nach der Pelops dort einen magischen Gegenstand vergraben haben soll, der schon die Pferde des Oinomaos und die aller Wagenlenker nach ihm in Angst versetzt habe.
Mitunter wird Taraxippos auch als Beiname des Poseidon verwendet.
Auch an anderen bekannten Rennbahnen im antiken Griechenland soll es ähnliche Phänomene gegeben haben: Bei den Isthmischen Spielen soll Glaukos, der Sohn des Sisyphos, der von seinen eigenen Rennpferden getötet wurde, an der Rennbahn die Pferde verunsichern; in Nemea soll sich oberhalb des Wendepunktes der Rennbahn der Nemeen ein roter Felsen befunden haben, vor dem sich Pferde häufig erschreckten. Beide Phänomene schätzt Pausanias aber als weniger gefährlich ein als den Taraxippos in Olympia. Bei seiner Beschreibung Delphis weist Pausanias ausdrücklich darauf hin, dass es an der dortigen Rennbahn, obwohl auch dort gelegentlich Wagenlenker verletzt würden, keinen Taraxippos gebe.